# Matus leechi
Matus leechi är en skalbaggsart som beskrevs av Young 1953. Matus leechi ingår i släktet Matus och familjen dykare. Inga underarter finns listade i Catalogue of Life.